# Adidas SC
Adidas SC là một câu lạc bộ bóng đá Samoa đến từ Almagoto. Hiện tại đội bóng đang thi đấu ở Samoa National League. Câu lạc bộ cũng có một đội bóng nữ.

## Lịch sử
Mùa giải đầu tiên được ghi nhận của Adidas tại Samoa National league là năm 2002, về đích thứ 6 trong 10 đội tham gia, hơn một bậc của mức play-off xuống hạng. Mùa giải sau đó, họ đứng cuối bảng xếp hạng khi chỉ thắng được 1 trận và bước vào các trận play-off xuống hạng. Đội bóng cũng chỉ thắng thêm 1 trận trong các trận play-off xuống hạng trong top gồm 4 đội cao nhất hạng dưới và 4 đội cuối bảng hạng trên và có vẻ đã bị xuống hạng vì họ không tham gia mùa giải 2004, cũng như không có mặt trong các trận đấu play-off lên hạng 
Mặc dù không được ghi nhận lại, nhưng hình như trong mùa giải 2005 hoặc 2006 gì đó, đội bóng đã được thăng hạng vì họ có mặt trong mùa giải 2007. Cho dù vị thứ chung cuộc không được biết, ít nhất họ có 1 trận thắng (trước Strickland Brothers Lepea, đội sau này giành á quân), có một trận thua trước Cruz Azul, đội sau này vô địch giải đấu. và giành chức vô địch President's Cup (một chiến dịch bảo vệ danh hiệu suốt mùa giải nơi mà một đội giữ danh hiệu đó cho đến khi thua một trận, và sẽ chuyển sang cho đội đã đánh bại họ và cứ tiếp tục như vậy) ở cuối mùa giải. Vị thứ tại mùa giải 2008 không rõ, mặc dù được ghi nhận là họ đã mất danh hiệu trong vòng đầu tiên của mùa giải trước Moaula United.
Adidas kết thúc vị trí thứ 6 chung cuộc tại mùa giải 2009–10 với 24 điểm, thắng 7 hòa 3 trong 20 trận. Mùa giải 2010–11 chứng kiến thành tích tốt nhất từng ghi nhận được do đội bóng tạo ra, khi về đích thứ 3 sau Cruz Azul và Moaula United]], mặc dù bảng xếp hạng không đầy đủ và thừa nhận rằng có một số tính toán không chính xác trong đó.
Thành tích của đội bóng ở mùa giải 2011–12 không rõ, mặc dù họ về đích thứ 5 nhờ hiệu số bàn thắng bại tại mùa giải 2012–13.

## Danh hiệu
Samoa National League:
- Vị thứ 3: 2010–11